# Przełęcz świętego Justa
Przełęcz świętego Justa (372 m n.p.m.) – przełęcz w grzbiecie łączącym Jodłowiec (469 m) z Rachowem (368 m) na północno-wschodnim krańcu Pasma Łososińskiego w Beskidzie Wyspowym. Mało wybitne, płytkie i szerokie obniżenie, przez które prowadzi droga krajowa nr 75 z Krakowa do Nowego Sącza. Przełęcz św. Justa jest najwyższym miejscem na tej drodze. Po południowej stronie tej przełęczy schodzi ona krętymi serpentynami nad Jezioro Rożnowskie. Drogą tą przez Przełęcz św. Justa biegnie granica między wsiami Bilsko i Tęgoborze w województwie małopolskim, w powiecie nowosądeckim, w gminie Łososina Dolna. Z drogi i z okolicznych wzniesień szerokie panoramy na Kotlinę Sądecką, Pogórze Rożnowskie i Jezioro Rożnowskie.
Nazwa przełęczy pochodzi od pierwszego krzewiciela chrześcijaństwa na tych terenach – świętego Justa, który według ludowych przekazów na przełomie X i XI wieku miał pustelnię na jednym z wzgórz w okolicy przełęczy. Według tychże przekazów w okolicy mieszkało dwóch innych pustelników: Andrzej Świerad i święty Urban. Podobno porozumiewali się za pomocą umownych znaków wysyłanych ze szczytów gór. W 1083 roku w okolicy przełęczy zbudowano pierwszy kościół, zburzony w 1259 podczas najazdu mongolskiego. W 1400 wybudowano nowy kościół. Obecny, trzeci z kolei, kościół Narodzenia Najświętszej Maryi Panny na Juście, wybudowano w II połowie XVII wieku. W jego głównym ołtarzu znajduje się obraz św. Justa, Matki Boskiej i krzyż Chrystusa z kości słoniowej.

## Szlak turystyczny
szlak Rożnów – Limanowa.

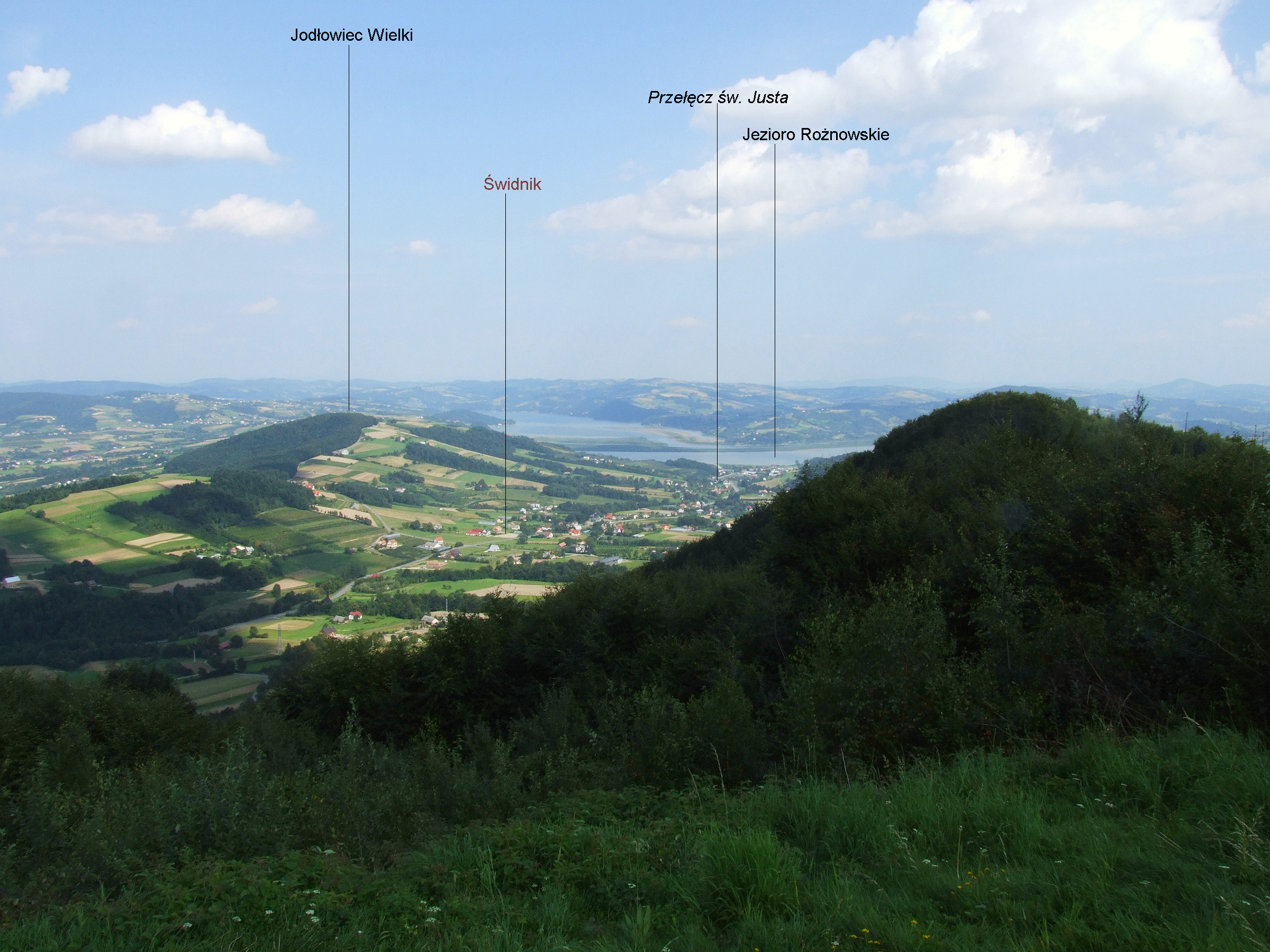
Widok spod Babiej Góry
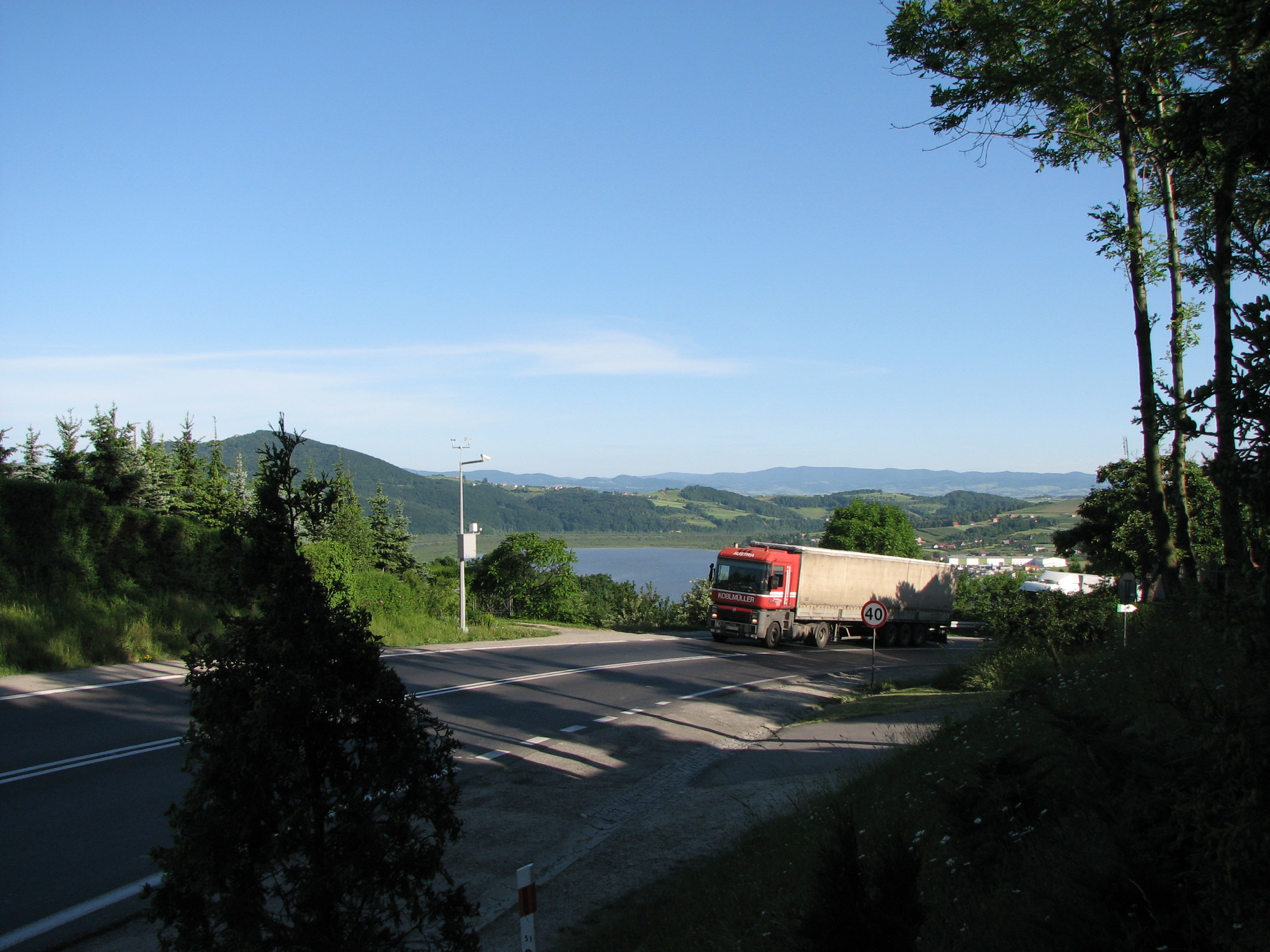